# François-Xavier-René Belin
Signature
François Xavier René Belin, né à Colmar le 9 mai 1863 et décédé à Paris le 21 juillet 1908, est un médecin et chirurgien renommé. Secrétaire de la Société de Médecine et de Chirurgie pratiques, administrateur du Syndicat des Médecins de Paris, il est également l'auteur de nombreuses publications et inventions. Parmi ses réalisations notables, il a fondé l'Hôpital Cloquet à Levallois-Perret.

## Biographie
François Xavier René Belin est issu d'une famille d'origine alsacienne . Son arrière-grand-père, François-Xavier Belin dit « Le Jeune » (1762-1825), était médecin à l'hôpital militaire de Belfort. Son grand-père, François Xavier Belin (1798-1866), s'établit à Colmar, où il devint capitaine des pompiers et avocat près de la cour d'appel royale puis impériale, recevant la Légion d'Honneur en 1850. François Xavier Edmond Belin (1831-1919), son père, né à Colmar, fut professeur de médecine à Dijon, où il décéda à l'âge de 87 ans.  
L'oncle de François-Xavier-René Belin, Édouard Belin (1833-1911), juge et conseiller à la cour d'appel de Dijon, fut décoré de la Légion d'Honneur en 1891. Comme les autres membres de la famille, il opta pour la nationalité française en 1872, après la guerre contre les Prussiens. René Belin est donc le cousin germain de Edouard Belin, fils du précédant, et ingénieur/inventeur célèbre.
François Xavier René Belin épousa, en 1894, Fernande Robineau, fille d'un notaire de Saumur.  
Issu d'une longue lignée de médecins et de juges, François-Xavier-René Belin entreprit des études à la faculté de médecine de Paris et fut reçu docteur en 1886,après une thèse sur « la déviation de la face dans l'hémiplégie hystérique et dans l'hémiplégie organique ». Il exerça comme externe à l'hôpital de Tenon (1885-1886), à l'hôpital Cochin (1886-1887), à l'hôpital Saint-Louis (1887) et à la Salpêtrière en 1888, sous l'autorité du Dr Charcot. Le Dr René Belin profita d'une mission en Extrême-Orient pour parfaire sa formation au Japon, à Tokyo, d’où il revint en 1890.
En avril 1899 il est promu médecin aide-major de 2° classe de réserve.
Il fonda à Levallois-Perret l'hôpital privé Cloquet, nommé en hommage à Jules Cloquet, célèbre anatomiste et baron d'Empire, ami de Flaubert . François Xavier René Belin acquit alors une réputation de chirurgien à l'hôpital Cloquet et de médecin à Paris notamment en dirigeant la maison de santé Ambroise Paré au 115 rue de Rome.
Ses activités l'amenèrent à promouvoir diverses améliorations dans sa pratique médicale. Il inventa plusieurs instruments spécialisés, notamment pour les injections hypodermiques et la conservation des sutures.  Le Dr René Belin contribua également à la revue de la Société de Médecine et de Chirurgie pratiques, dont il était le secrétaire, et administra le Syndicat des Médecins de Paris.
En 1899, René Belin donne des conférences à la maison de santé Ambroise-Paré, qu’il dirige, sur « l’instrumentation chirurgicale, les appareils et bandages usuels ».
En Juillet 1900, à l’occasion du congrès international tenu à l’Exposition universelle, le docteur René Belin fait une conférence « l’organisation des services médicaux dans les théâtres parisiens ». René Belin est alors médecin chef de l’Olympia.
Un temps en 1902, René Belin est tenté par la politique, il est candidat républicain à Saumur sur les terres de son beau-père, contre le député conservateur sortant, sans suite. 

## Vie privée
François-Xavier-René Belin et son épouse Fernande Robineau ont une fille, Suzanne Ellen, née en 1894.
François-Xavier-René Belin décède subitement en 1908, à l'âge de 45 ans, à son domicile du 52 boulevard Malesherbes à Paris. Ses obsèques furent célébrées à l’église Saint Augustin, il repose au cimetière du Père Lachaise.
Son épouse Fernande décède également brutalement en 1913 boulevard Malesherbes, à l'âge de 40 ans, une semaine après le mariage de leur fille Suzanne avec Maurice Chalhoub, écrivain et auteur de pièces de théâtre. En 1931, Suzanne et Vincent Scotto, ami de Maurice, font jouer à Paris une pièce écrite par Maurice en hommage à sa mémoire. Suzanne Belin Chalhoub décède à Antibes en 1975. François Xavier René Belin eut deux petits-enfants, Sylvie et Christian, issus de l'union de Suzanne et Maurice et qui vécurent jusqu’ en 1999 et 2005 respectivement.  

## Distinctions et reconnaissance
- Officier de l'Instruction publique
- Officier de l'Ordre du Christ du Portugal, de l'Ordre d'Isabelle la Catholique
- Chevalier de l’Ordre du Dragon de l'Annam en 1903
- Commandeur de l'Ordre du Dannebrog du Danemark et de l'Ordre du Sauveur de Grèce[5]